# شاهزاده‌نشین ختل
شاهزاده‌نشین ختل یا شاهزاده‌نشین ختلان یک دودمان محلی ایرانی بود که از آغاز سده هفتم تا سال ۷۵۰ میلادی بر ناحیه ختل فرمان می‌راند. عنوان شاهان این دودمان «ختلان شاه»، «ختلان خدا» و «شیر ختلان» بود. پایتخت و محل اقامت فرمانروایان این دودمان در خلبوک در نزدیکی کولاب امروزی بود.

## تاریخ
ختل، همراه با سرزمین‌های دیگر، در آغاز تحت فرمانروایی هپتالیان قرار داشتند، ولی با آغاز تضعیف پادشاهی هپتالی، دودمان‌های بومی در ختل، چغانیان و دیگر سرزمین‌ها، ادعای حکومت خود بر آن مناطق را آغاز کردند.
پیرامون ۶۷۶ میلادی، سعید بن عثمان، فرماندار اموی خراسان، توانست شاهزادهٔ ختل را وادار به تصدیق حکومت مسلمانان نماید.
با این حال، این امر تأثیری بر حاکمیت واقعی اعراب بر ختل نداشت و شاهزاده نشین مستقل ماند.
پیرامون ۶۹۹ میلادی، یک مدعی ختلی که پسر عموی پادشاه ختل بود و در منابع عربی به او سبل می‌گفتند، به نزد سردار عرب مهلب بن ابی‌صفره گریخت و وی را به حمله به شاهزاده نشین برانگیخت.
مهلب پذیرفت و لشکری را برای حمله به ختل در اختیار مدعی گذاشت و ارتش دیگری را تحت فرماندهی پسرش یزید بن مهلب فرستاد.
سبل توانست یک حملهٔ ناگهانی مدعی ختل انجام دهد و وی را در دژ خود اعدام کند.
یزید اندکی پس از محاصرهٔ دژ، اما در ازای دریافت مبلغی با سبل صلح کرد.
پس از سی سال در سال ۷۲۷، یک سردار عرب دیگر، اسد بن عبدالله قسری، به ختل یورش برد، ولی سبل تورگش را به کمک فراخواند، که تحت پادشاهی خاقان سلوک، پیروزی قاطع بر اسد را (به اصطلاح «روز تشنگی») به دست آورد.
سبل، اندکی پیش از مرگش، یک نجیب‌زاده ختلانی را که در منابع عربی بنام ابن ساعیجی ناموَر است، تا زمان برگشت پسرش (که در منابع عربی از او با نام هناش و در منابع چینی، با نام لو-کین-تسیه یاد شده‌است)، که به چین گریخته‌بود به نیابت سلطنت خود گماشت.
دربارهٔ پشتیبانی و هم‌پیمانی ابن ساعیجی با رهبر نظامی عرب حارث بن سریج هنگام خیزش وی در خراسان نام برده می‌شود، اما این دو به زودی با هم درگیر شدند و حارث با پیروان خود به تخارستان وارد شد.
به همین دلیل، در سال ۷۳۷، اسد که یک بار دیگر فرماندار خراسان شده‌بود، حملهٔ دیگری به ختل انجام داد، که باعث شد ابن ساعیجی، مانند سلف خود، از تورگش درخواست کمک کند.
سولوک خاقان، در راس لشکری ۵۰٬۰۰۰ نفری، به اسد یورش برد، و به سختی وی را شکست داد (۳۰ سپتامبر ۷۳۷).
با این حال، بعداً در همان سال، اسد توانست یک شکست سنگین به سلوک وارد کند، که به سختی از دستگیری نجات یافت و ناچار شد به سرزمین‌های خود در شمال پس بنشیند.
در آنجا پس از مدت کوتاهی توسط رقبا کشته شد و به فروپاشی قدرت تورگش در میان جنگ‌های داخلی انجامید.
پس از نبرد، شاهزاده‌ای بنام بدر طرخان، که احتمالاً فرمانروای بامیان بوده‌است، ختل را گشود.
پس از آن اسد به ختل حمله کرد و شاهزاده نشین را وادار به تأیید اقتدار بنی امیه کرد.
در سال ۷۵۰، خلافت اموی سرنگون شد و خلافت عباسی جایگزینش شد. عباسیان تحت فرماندهی سردار عباسی ابومسلم خراسانی، ابو داود خالد بن ابراهیم فرماندار بلخ را برای حمله به منطقه فرستاد و آن را تحت فرمانروایی مستقیم عباسیان درآورد.
هنگامی که ابو داوود به ختل حمله کرد، فرمانروای آن، که در منابع عربی به هناش بن سبل ناموَر است (همچنین هبیش بن شبل نیز نامیده می‌شود) در برابر حمله ایستادگی نکرد،
اما دهقانان ختل او را به زور بازداشت و برای جنگ با ابو داود به دژی بردند.
با این همه، ابو داود موفق شد هناش و دهقانان خود را وادار به ترک دژ کند.
هناش مدت کوتاهی به دربار ترکان و سپس به دربار چین گریخت، در حالی که ابو داود حکومت عباسیان را در ختل استوار کرد و این پایان کار شاهزاده نشین بود.